# خالد بن أبي الصلت
خالد بن أبي الصلت أحد رواة الحديث النبوي ، روى الحديث عن ربعي بن خراش وعراك بن مالك وعمر بن عبد العزيز وعبد الملك بن عمير وسماك بن حرب ، وقد روى عنه خالد الحذاء ومبارك بن فضالة وواصل مولى أبي عيينة وأَبُو عوانة، كان والي المدينة المنورة في عهد عمر بن عبد العزيز. قال البخاري: «خالد بْن أبي الصلت، عَنْ عراك، مرسل». روى له محمد بن ماجه حديثًا واحدًا.